# Victoria ruandana
Victoria ruandana là một loài bướm đêm trong họ Geometridae.